# Únor 2019
Toto je archivovaný článek z portálu Aktuality.
1. února – pátek

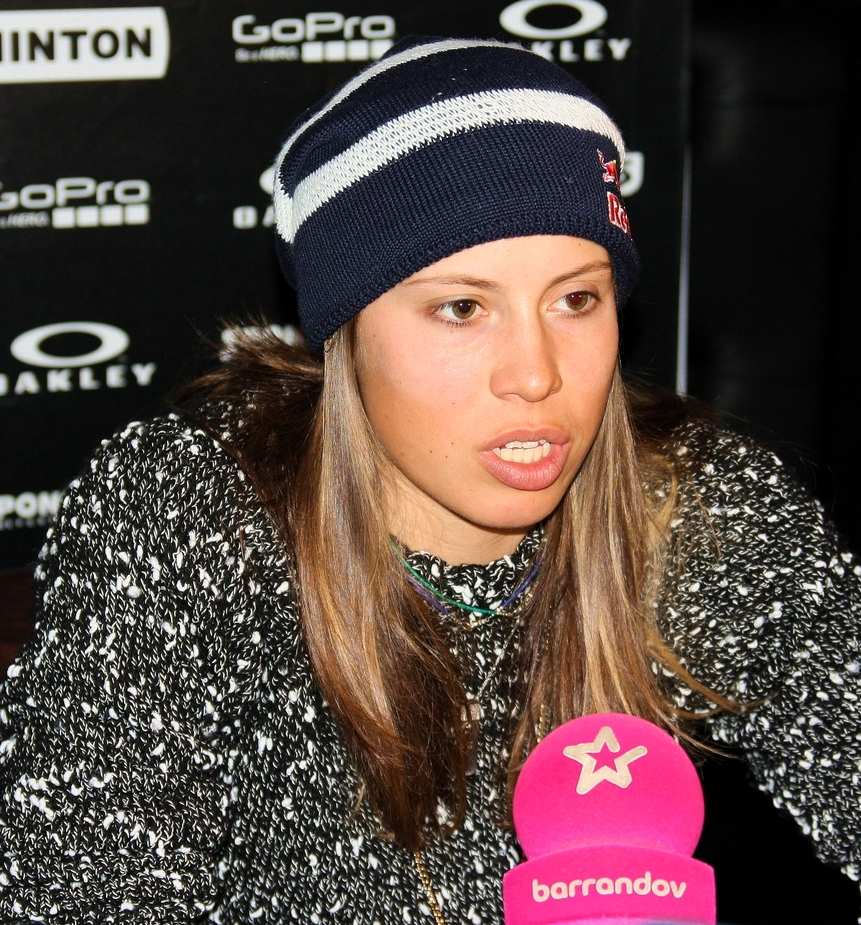
Eva Samková

 Eva Samková (na obrázku) se stala mistryní světa ve snowboardcrossu. 
2. února – sobota
 Ruský prezident Vladimir Putin oznámil, že následuje krok Spojených států a také odstupuje od smlouvy o likvidaci raket středního a krátkého doletu (INF) z roku 1987. 
3. února – neděle
 Papež František dorazil do Abu Dhabi ve Spojených arabských emirátech a stal se tak prvním papežem, který navštívil Arabský poloostrov. 
4. února – pondělí
 Při požáru luxusního domu na Nikitském bulváru v Moskvě zemřelo osm lidí. 
5. února – úterý

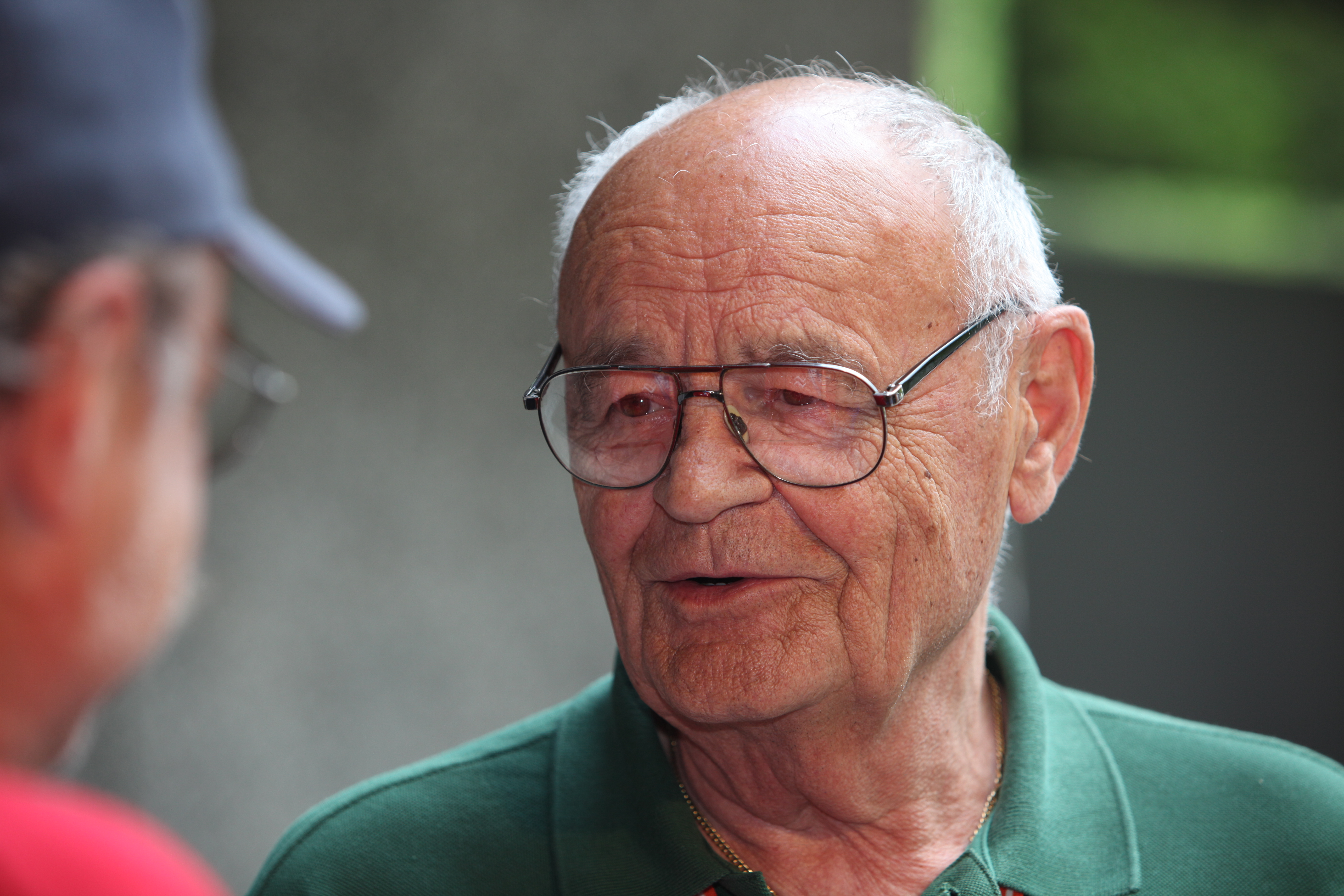
Václav Vorlíček

 Ve věku 88 let zemřel Václav Vorlíček (na obrázku), scenárista a režisér. 
6. února – středa
 Ve věku 94 let zemřela Rosamunde Pilcherová, britská spisovatelka a autorka mnoha romantických příběhů a románů pro ženy. 
7. února – čtvrtek
 Francie odvolala svého velvyslance v Itálii poté, co se italský vicepremiér Luigi Di Maio setkal s vůdci Hnutí žlutých vest. 
8. února – pátek
 Řecký parlament schválil dohodu o vstupu Severní Makedonie do Severoatlantické aliance, čímž ukončil spor o název sousední země. 
9. února – sobota
 Ve věku 75 let zemřel Petr Oliva, herec. 

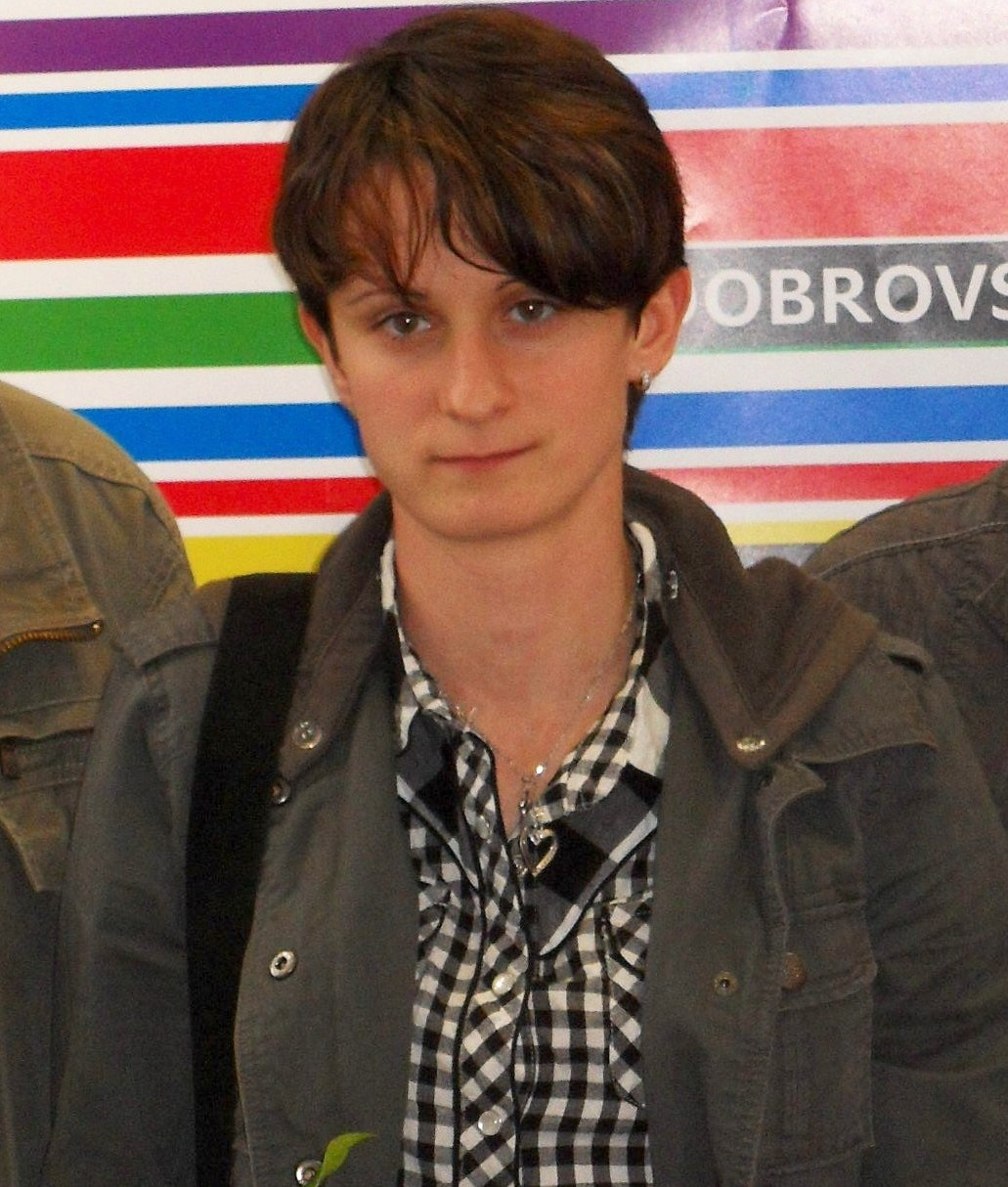
Martina Sáblíková

 Česká rychlobruslařka Martina Sáblíková (na obrázku) získala na MS v bavorském Inzellu dvě zlaté medaile. Ve čtvrtek zvítězila v závodě na 3 000 m a dnes získala zlatou medaili na trati 5 000 m.
10. února – neděle
 Na východě Sýrie v městečku Baghúz Faukání je obklíčeno posledních asi 500 radikálů teroristické organizace Islámský stát jednotkami arabsko-kurdské koalice SDF. 
 Na otravu metanolem z pančovaného alkoholu zemřelo od čtvrtka na severu Indie již 97 lidí a desítky dalších jsou ve vážném stavu hospitalizovány v nemocnicích. Policie doposud zatkla 215 lidí a zabavila přes 10 000 litrů alkoholu. 
11. února – pondělí
 Norské úřady se rozhodly vyhostit jako nežádoucí osobu polského konzula v Oslu Sławomira Kowalského, který se angažoval v případech dětí, jež odebíral státní úřad Barnevernet převážně zahraničním rodinám. Polský ministr zahraničí Szymon Szynkowski oznámil, že Polsko na oplátku vypovídá norskou konzulku. 
 Univerzita Karlova podala soudní žaloby na prezidenta Miloše Zemana pro opakované odmítání jmenovat fyzika Ivana Ošťádala a kunsthistorika Jiřího Fajta univerzitními profesory. 
12. února – úterý
 Joaquín Guzmán přezdívaný Prcek, hlava mexického drogového kartelu Sinaloa, byl americkým federálním soudem v New Yorku shledán vinným ve všech bodech obžaloby, což pro něj znamená doživotní trest bez možnosti podmínečného propuštění. 
13. února – středa

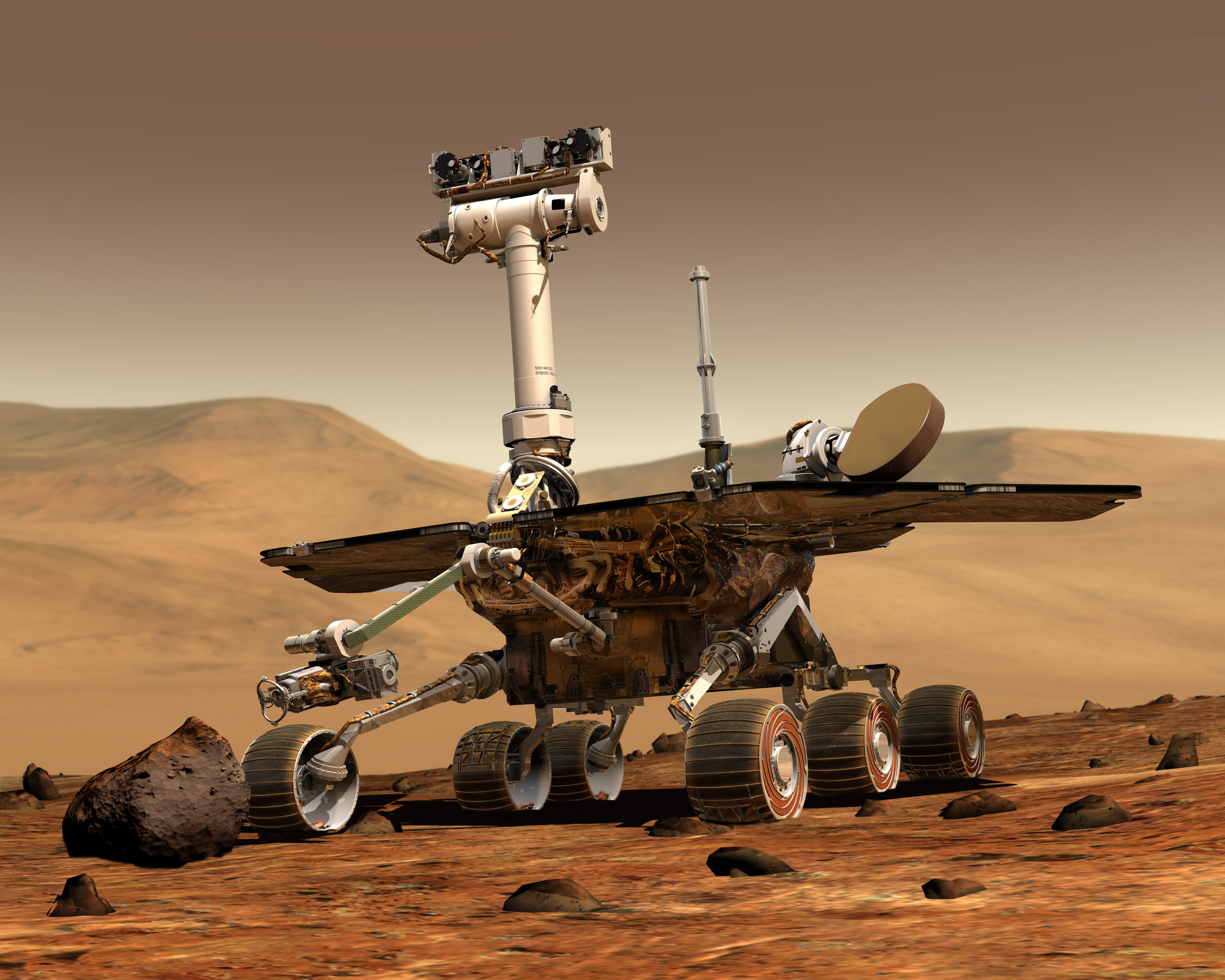
Opportunity, ilustrace

 Americká vesmírná agentura NASA oznámila, že ukončuje pokusy o spojení s marsovským vozítkem Opportunity (na obrázku). Tato sonda s plánovanou životností 90 dnů pracovala na povrchu Marsu od roku 2004, ujela celkem přes 45 km a potvrdila předpokládanou přítomnost vody na planetě. 
 Belgická generální stávka za zvýšení mezd ochromila celý život v zemi a její spojení s cizinou - je zasažena veřejná doprava, činnost úřadů, pošt i obchodů. V omezeném režimu fungují nemocnice, je zastavena letecká doprava, byl uzavřen celý vzdušný prostor země. 
14. února – čtvrtek

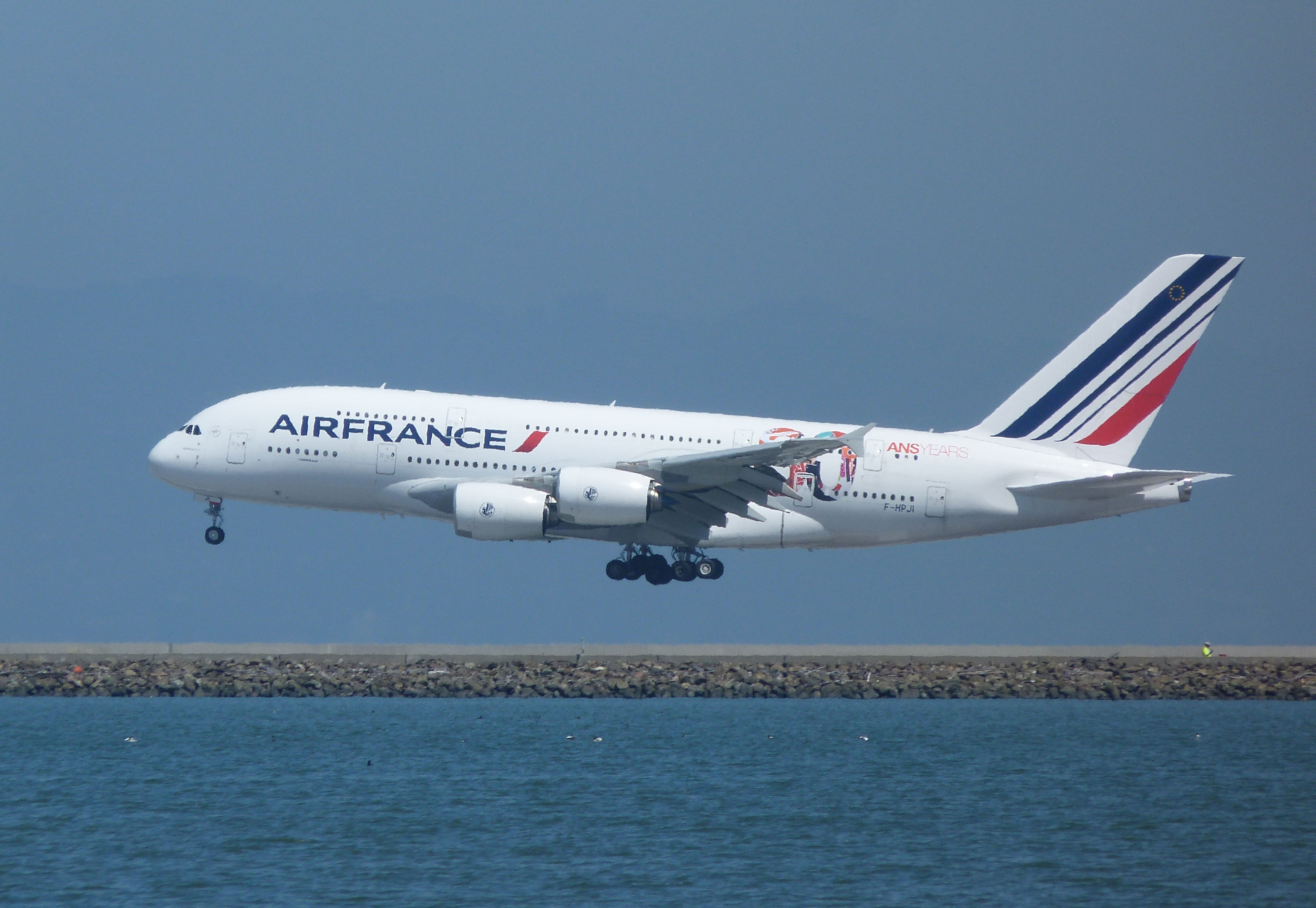
Airbus A380

 Evropská společnost Airbus oznámila, že v roce 2021 skončí s výrobou letadla Airbus A380 (na obrázku), největšího dopravního letadla na světě pro klesající zájem leteckých společností o podobná vysokokapacitní letadla. 
15. února – pátek
 Po neúspěšném hlasování o rozpočtu ohlásil španělský premiér Pedro Sánchez předčasné parlamentní volby na 28. dubna. 
 Americký prezident Donald Trump oznámil, že vyhlásí stav národní nouze, aby zajistil finanční prostředky na výstavbu ochranné zdi na hranicích s Mexikem. 
16. února – sobota
 Indický premiér Naréndra Módí obvinil sousední Pákistán ze zosnování čtvrtečního bombového útoku v indické části Kašmíru, kde zahynulo 44 policistů. Pákistán obvinění rozhodně popřel a označil je za součást indické prezidentské předvolební kampaně. 
18. února – pondělí

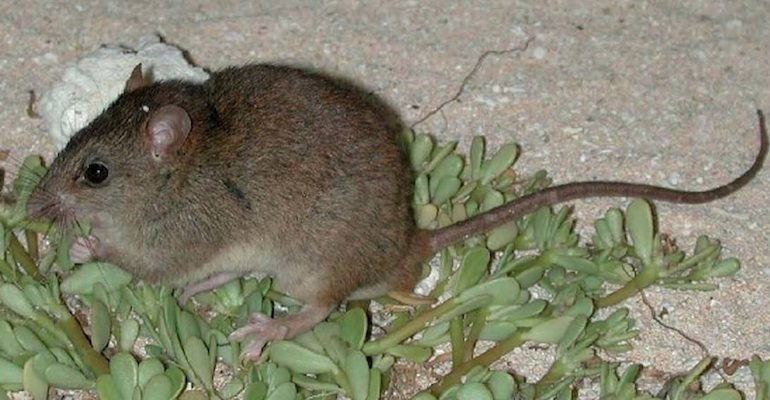
Melomys rubicola

 Ve věku 85 let zemřel Stanislav Milota, kameraman a signatář Charty 77. 
 Australská vláda oficiálně prohlásila za vyhynulou krysu Melomys rubicola, která se vyskytovala na ostrově Bramble Cay v Torresově průlivu. Vymizela následkem opakovaného zaplavování ostrova stoupající hladinou oceánů, čímž představuje prvního savce, který vyhynul následkem současných změn klimatu. 
19. února – úterý

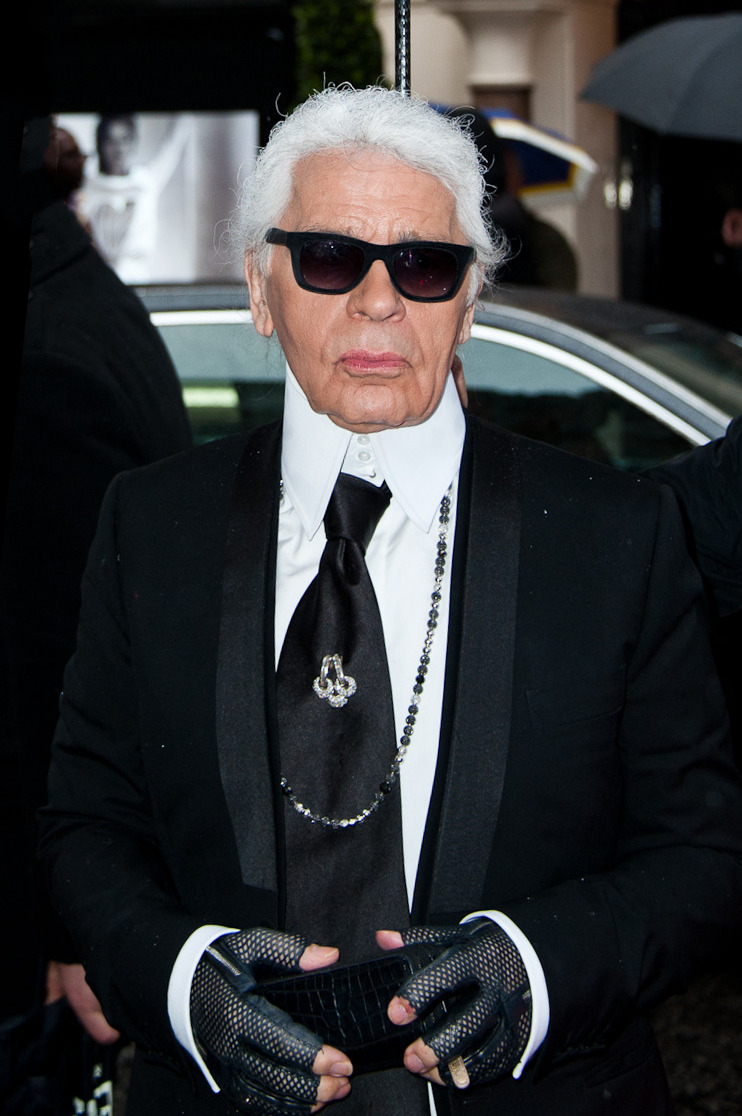
Karl Lagerfeld

 Ve věku 85 let zemřel Karl Lagerfeld (na obrázku), německý módní návrhář, fotograf a designér žijící v Paříži. 
20. února – středa
 Americký prezident Donald Trump oznámil, že Spojené státy zavedou cla na dovoz evropských automobilů v případě, že se jim nepodaří dosáhnout s Evropskou unií obchodní dohody. 
 Samsung představil v San Franciscu novou generaci mobilních telefonů, Samsung Galaxy S10. 
21. února – čtvrtek
 Epidemie spalniček na Madagaskaru si během uplynulého půl roku vyžádala životy více než 900 lidí a počet nakažených přesahuje 68 000. 
22. února – pátek

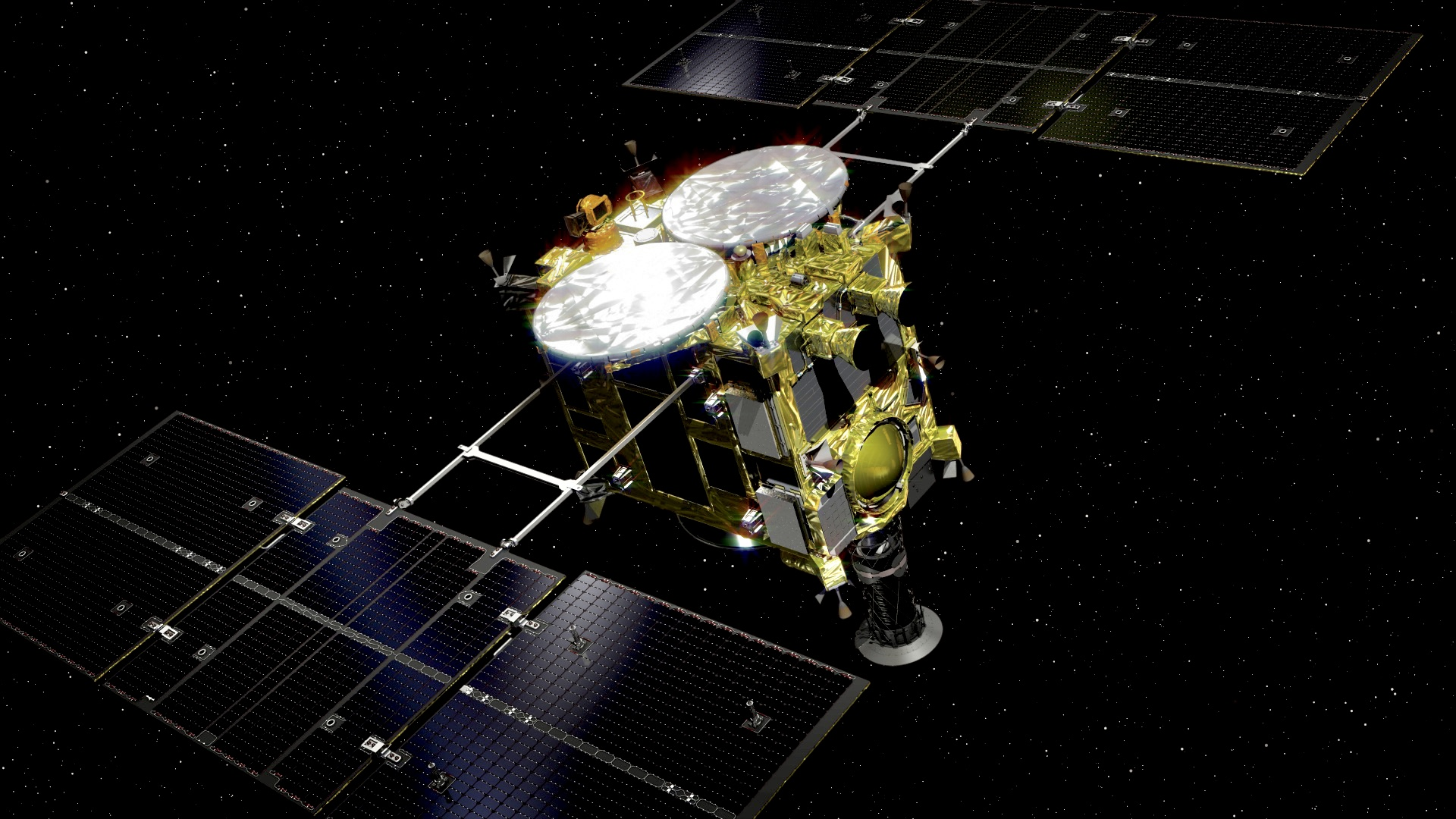
Sonda Hajabusa 2

 Japonská vesmírná sonda Hajabusa 2 (na obrázku) přistála na asteroidu Ryugu vzdáleném asi 340 milionů kilometrů od Země, odebrala zde vzorky materiálu planetky, opět odstartovala a vydala se zpět na oběžnou dráhu kolem asteroidu. 
24. února – neděle

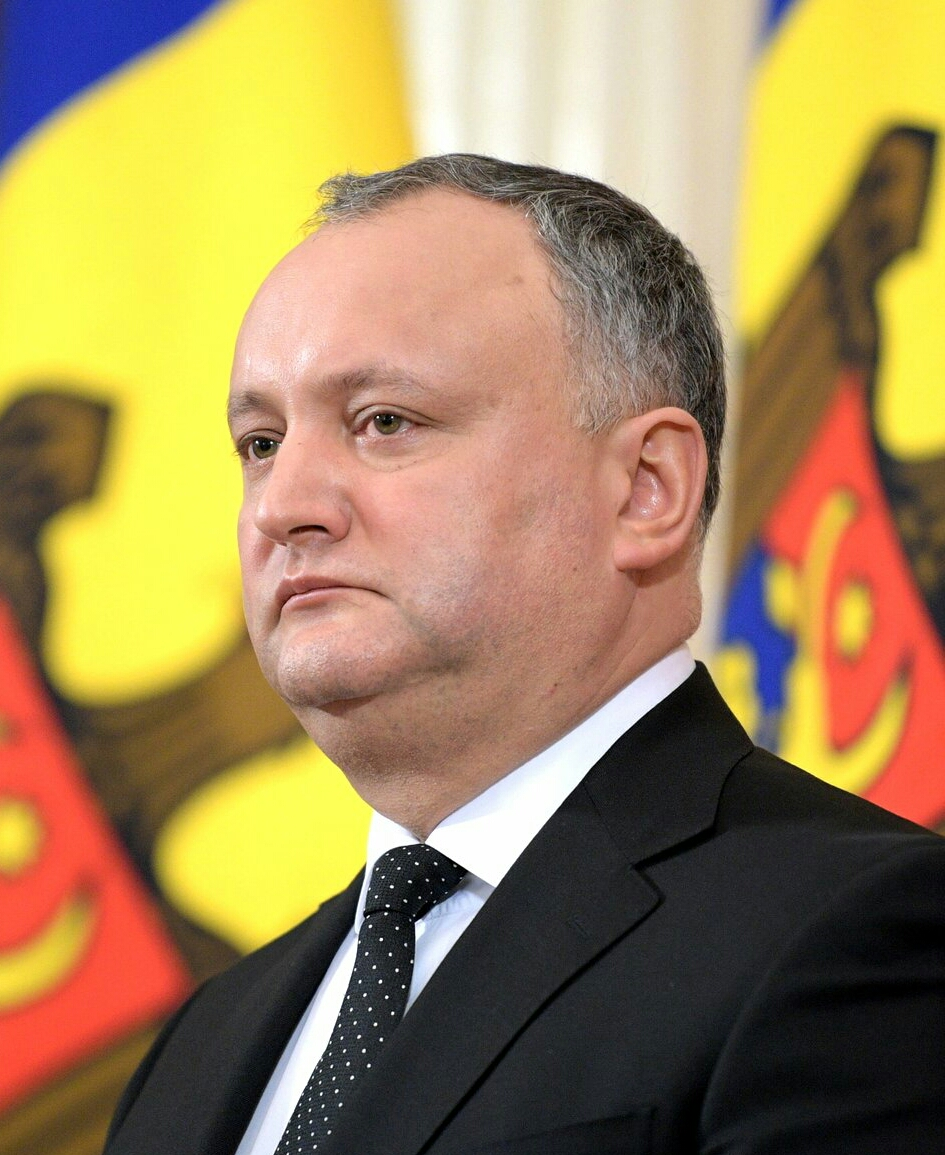
Igor Dodon

 V moldavských parlamentních volbách zvítězila proruská Strana socialistů Moldavské republiky podporovaná prezidentem Igorem Dodonem (na obrázku). 
26. února – úterý
 Madridský soud dočasně pozastavil exhumaci ostatků generála Franca. 
 Ve věku 54 let zemřel Jiří Pomeje, herec a producent. 
27. února – středa
 Rozsáhlý požár po nehodě vlaku zachvátil železniční nádraží v egyptské Káhiře, byl oznámen nález 25 mrtvých obětí, 50 zraněných lidí a zhroucení části nádražní budovy. 
 Pákistánská armáda oznámila, že nad částí Kašmíru, kterou ovládá, sestřelila dvě indická vojenská letadla a následně zajala indického pilota. Indie oznamuje sestřelení jednoho armádního pákistánského letounu. 
28. února – čtvrtek
 Jednání amerického prezidenta Donalda Trumpa a severokorejského premiéra Kim Čong-una v Hanoji skončila předčasným odchodem Donalda Trumpa z jednání. Důvodem bylo, že Kim Čong-un žádá úplné zrušení všech sankcí vůči KLDR, ale zároveň si chce ponechat část jaderného arzenálu. 

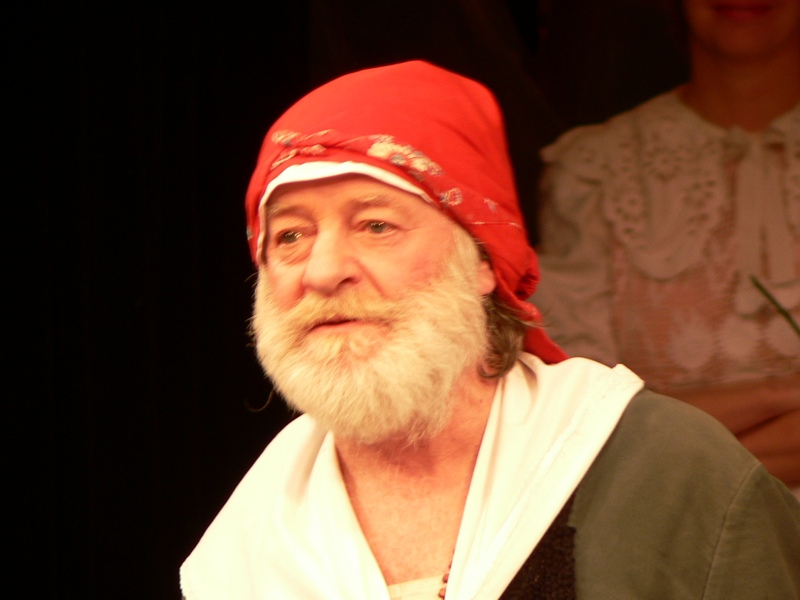
Jiří Pecha

 Ve věku 74 let zemřel herec Jiří Pecha (na obrázku). 